# فرمان هررا
فرمان هررا (انگلیسی: Germán Herrera؛ زادهٔ ۱۹ ژوئیهٔ ۱۹۸۳) بازیکن سابق فوتبال اهل آرژانتین است که در پست مهاجم بازی می‌کرد.
وی همچنین در تیم ملی فوتبال زیر ۲۰ سال آرژانتین بازی کرده‌است.